# HD224166
HD224166 — хімічно пекулярна зоря спектрального класу B9, що має видиму зоряну величину в смузі V приблизно  6,9.
Вона  розташована на відстані близько 948,1 світлових років від Сонця.

## Пекулярний хімічний склад
Зоряна атмосфера HD224166 має підвищений вміст 
Si
.

## Магнітне поле
Спектр даної зорі вказує на наявність магнітного поля у її зоряній атмосфері.
Напруженість повздовжної компоненти поля оціненої з аналізу
крил ліній Бальмера
становить  410,0± 470,0 Гаус.